# يوهان جورج شميت
يوهان جورج شميت (بالألمانية: Johann Georg Schmidt)‏ هو نقاش أطباق نحاسية ‏ وفنان ألماني ونمساوي، ولد في 23 أغسطس 1694 في آوغسبورغ في ألمانيا، وتوفي في 15 مارس 1767 في براونشفايغ في ألمانيا.